# Pancan, Tržič
Pancan (italijansko Panzano, bizjaško Pansàn) je predel, rajon ali soseska mesta Tržič, ki se je nastala v dvajsetih letih 20. stoletja kot delavska vas za nastanitev delavcev v tržiški ladjedelnici.
Od začetka in še danes je vas Pancan stanovanjsko jedro, precej avtonomno in neodvisno od središča mesta Tržič.

## Zgodovina delavske vasi
Stanovanjska soseska Pancan je nastala v začetku dvajsetega stoletja za delavce ladjedelnice, ki sta jo leta 1908 odprla brata Cosulich.
Leta 1908 je bila na občino Tržič vložena tudi prošnja za gradnjo bivališč za delavce. Istega leta so bili zgrajeni prvi domovi, a brez prave urbanistične zasnove.
Leta 1913 je bilo ustanovljeno Javno gradbeno združenje, ki je v sodelovanju z inženirjem Dantejem Fornasirjem oblikovalo prvi idejni prejekt o delavski vasi in ustvarilo pravi projekt za gradnjo soseske. Po zastoju v času prve svetovne vojne se je urbanizacija nadaljevala do dvajsetih let 20. stoletja, ko so bili med letoma 1922 in 1925 predstavljeni celovitejši projekti. Gradnja vasi je cvetela do tridesetih let prejšnjega stoletja navkljub dejanski otvoritvi soseske leta 1927.
Končni projekt je vključeval izgradnjo bivališč za delavce, uslužbence, menedžerje in celo vrsto storitev in prostorov za prosti čas.
Projekt ni vključeval izgradnje bogoslužnega prostora, glede na prisotnost starodavnega svetišča Blažene Device Marcelijanske.
Da bi služili mestu in ladjedelnici, je bil precej pred začetkom del v delavski četrti predviden tudi izkop kanala, ki bi zlahka dosegel osi mestnih cest in deloval kot namakalni kanal. Tako so v tem obdobju izkopali kanal "de' Dottori" (1905) in plovni kanal "Eugenio Valentinis" (1908), naravno nadaljevanje povezave z morjem kanala de' Dottori.

## Struktura in storitve
Vas Pancan so ob koncu njenega razvoja in izgradnje sestavljale naslednje stanovanjske enote:
- 195 hiš z 900 domovi za delavce v ladjedelnici in njihovim družinam;
- 46 vil za vodstveni kader v ladjedelnici;
- Hotel s 700 sobami za samske delavce (»delavski hotel«). Hotel je bil zgrajen leta 1920 po načrtu inženirja Fornasirja in je v notranjosti gostil številne storitve, kot so igralnice, knjižnica, telovadnica in brivnica;
- Hotel s 120 sobami za samske zaposlene v upravi ("hotel nameščencev"). Tudi ta hotel so zgradili v dvajsetih letih prejšnjega stoletja.[3]

Kar zadeva storitve, namenjene življenju in prostemu času prebivalcev, so bili glavni dosežki: 
- Evripidovo gledališče, kasneje uničeno med drugo svetovno vojno ;
- Športno igrišče, poimenovano po Costanzu Cianu ;
- Javna kopališča;
- Poštni urad; [4]
- Lekarna in bolnišnica; [4]
- "Kopališče na plaži", danes Kopališče Pancan. Ločeno od stanovanjskega naselja so bile plaža za delavce v ladjedelnici in kraj, kjer so otroci zaposlenih preživljali poletje v kampu;
- Trgovine in pokrita tržnica na ulici via Pisani;
- Vrtec in osnovna šola;[4]
- »Kmetija«, kmetija, namenjena izključno oskrbi s hrano za ladjedelniške delavce in okolico (na območju današnje via dell'agraria)[1] ;
- Storitev vodovodnega omrežja za distribucijo pitne vode, za tisti čas precej moderna storitev.

## Soseska danes
Pancan je danes eno od 5 rajonov mesta Tržič .
Rajon je bil predmet skrbne in natančne obnove, ki je trajala desetletja in je postopoma obnovila strukture in storitve, ki jih je ponujal prvotni projekt.
Trenutno so številne vile za vodstvene delavce, zlasti tiste na ulici Callisto Cosulich, popolnoma obnovljene in ohranjajo svojo bivalno funkcijo. Enako velja za vile direktorjev, ki so prav tako ohranile svojo posebno arhitekturo.
Hoteli so obnovljeni in restavrirani: podrobneje, hotel za zaposlene je bil v celoti obnovljen leta 2009 in danes ponovno izpolnjuje hotelsko funkcijo, za katero je bil ustvarjen; Delavski hotel pa je bil nekaj let kasneje obnovljen in danes ima v pritličju Muzej ladjedelništva (MuCa), v zgornjih nadstropjih pa so prostori hotela  in nekaj pisarn ladjedelnica Fincantierija.
Tudi večina ponudbe storitev in zabave še vedno obstaja: športno igrišče je obnovljeno in še danes opravlja prvotno funkcijo; območje trgovin na ulici Via Pisani je bilo prav tako obnovljeno in je še vedno namenjeno trgovinam in trgovini kot v preteklosti.
Kar zadeva kmetijo, je ni več; medtem ko stolp akvadukta, čeprav ga ne uporabljajo, ostaja eden od simbolov soseske. 
Na splošno delavska soseska Pancan, čeprav je bila popolnoma obnovljena, še vedno ni polna zanimivosti ali komercialnih območij, vendar je po stoletju še vedno "mesto v mestu", ki služi ladjedelnici in predstavlja enega najboljših primerov podjetniških mest na svetu.

## Zaliv Pancan
Ime Pancan najdemo tudi na geografskih zemljevidih kraja. Pravzaprav se zaliv Pancan nahaja v Tržaškem zalivu, ki ustreza morskemu območju okoli Tržiča, ki se razteza od Punte Sdobba do Devina-Nabrežine. Zanimivo je, da zaliv ni poimenovan po mestu Tržič, temveč po rajonu, verjetno tudi v čast ladjedelnice.